# Karl Wolf

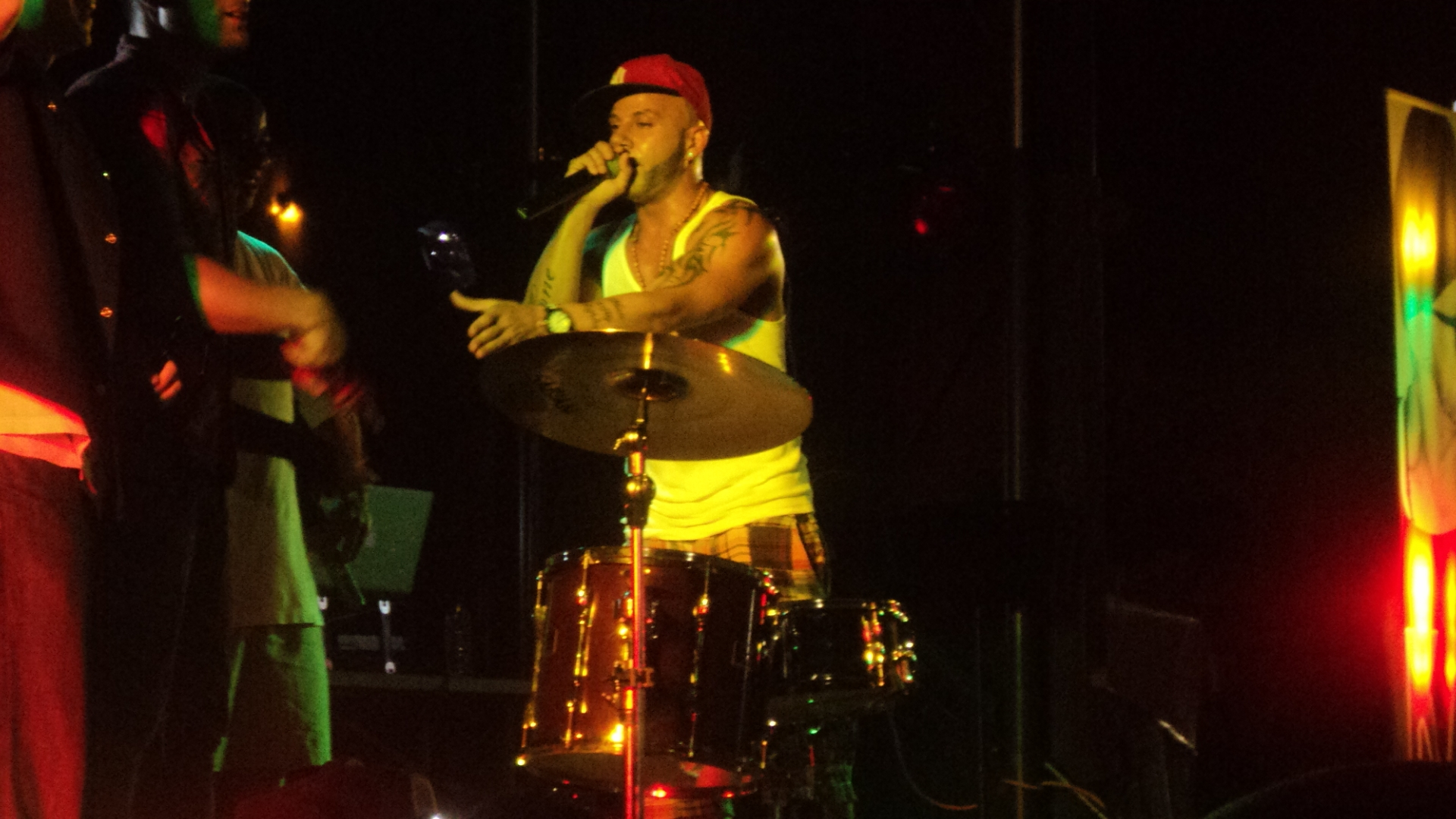
Karl Wolf en 2011.

Carl Abou Samah (en árabe كارل أبو سمح, Beirut, Líbano, 18 de abril de 1979) es un músico nacido en Líbano y radicado en Montreal, Quebec, Canadá. Él es mayormente conocido por su seudónimo artístico Karl Wolf.
La música ha formado parte de su vida desde que nació. Coescribió dos sencillos para el exitoso álbum de Grabrielle Destroismaisons que alcanzaron el No.1 en BDS Francophone Charts, ganando un Premio Félix en la categoría L 'ADISQ Awards por "Mejor Mezcla de Sonido y del Año". Su trabajo también atrajo la atención de Antoine Sicotte de una banda de pop canadiense, cooperando juntos en un reality show de TV; cuyo álbum fue el más vendido del 2003 en el respectivo país. 
Pronto se puso a trabajar en su propio disco Face Behind the Face que acabó en 2006, lanzando tres sencillos (Butterflies, Desensitize y Referee) y entrando el la lista de los 100 álbumes más vendidos en Canadá.
Su segundo trabajo fue Bite the Bullet en 2007 sacó a la luz África, su primer sencillo de éxito mundial, un remake que llevó directo al No.1, con importantes descargas digitales y la entrada en la lista de los 100 más vendidos de Japón. El segundo Carrera tuvo una repercusión menor.
Fue el que realizó el acto de apertura de MTV Arabia junto a Akon, Ludacris y Desert Heat y su videoclip el primero en estrenarse.
En el 2008 fue lanzado su disco Nightlife exclusivamente para Japón, y el 17 de noviembre de 2009 para América.

## Discografía

### Álbumes de estudio
| Año  | Detalles del Álbum                                                                             | Mejores posiciones en listas |
| Año  | Detalles del Álbum                                                                             | CAN                          |
| ---- | ---------------------------------------------------------------------------------------------- | ---------------------------- |
| 2006 | Face Behind the Face - Lanzamiento: 14 de febrero de 2006 - Discográfica: LW - Formato: CD     | —                            |
| 2007 | Bite the Bullet - Lanzamiento: 11 de julio de 2007 - Discográfica: LW/EMI Arabia - Formato: CD | 100                          |
| 2009 | Nightlife - Lanzamiento: 17 de noviembre de 2009 - Discográfica: LW/EMI Arabia - Formato: CD   | —                            |
| 2012 | Finally Free - Lanzamiento: 17 de julio de 2012 - Discográfica: LW/Universal - Formato: CD     | —                            |